# NGC 6325
NGC 6325 (другие обозначения — GCL 58, ESO 519-SC11) — шаровое скопление в созвездии Змееносец.
Этот объект входит в число перечисленных в оригинальной редакции «Нового общего каталога».